# Mabana
Mabana (hiszp. Mábana) – wieś położona w Dystrykcie Annobón, w prowincji Annobón, w Gwinei Równikowej.